# ابن حميدو (فلم)
ابن حميدو  فيلم كوميدي مصري من إنتاج عام 1957. يعتبر من أشهر الأفلام الكوميدية في تاريخ السينما المصرية، الفيلم بطولة إسماعيل ياسين وهند رستم وأحمد رمزي وزينات صدقي وعبد الفتاح القصري وتوفيق الدقن وإخراج فطين عبد الوهاب.
برزت في الفيلم شخصية المعلم حنفي التي كانت ربما أبرز شخصيات الفيلم. والتي لعب دوره عبد الفتاح القصري.

## قصة الفيلم
ابن حميدو صياد يصل مع زميله حسن إلى منطقة صالحة للصيد قرب مدينة السويس. يلتقي حميدو وحسن بفتاتين هما حميدة التي تعدت قطار الزواج، وعزيزة التي وقفت في أولى محطاته، ويلقى الهوى شباكه فيطب حميدو في غرام حميدة، وحسن في غرام عزيزة. وينتقل الضيفان للإقامة في إحدى حجرات منزل المعلم حنفي والد عزيزة وحميدة. ويعيش الغرام تحت سقف واحد فينمو ويترعرع وكان يقدر للحب أن يصادف ريحًا هادئة تحمله إلى المأذون لولا ظهور الباز أفندي الذي يحب عزيزة، ويدبر الباز أفندي جريمة مفتعلة للإيقاع بابن حميدو وحسن فيدس لهما قطعة حشيش، وفي قسم الشرطة يصل الاثنان مكتب المأمور. وفي المكتب يكشف حسن وحميدو عن شخصيتهما الحقيقية فإذا هما من رجال المباحث. جاءا متنكرين للقبض على عصابة لتهريب المخدرات ترأسها لاتانيا. ويتمكن حسن وابن حميدو من القبض على العصابة.

## بطولة
- إسماعيل ياسين: (ابن حميدو)
- هند رستم: (عزيزه)
- أحمد رمزي: (حسن)
- زينات صدقي: (حميده)
- عبد الفتاح القصري: (المعلم حنفى)
- توفيق الدقن: (الباز أفندي)
- نيللي مظلوم: (لاتانيا)
- حسن حامد
- سعاد أحمد: (أم حميده و عزيزه)
- رياض القصبجي: (الشاويش عطية)
- نعمت مختار: (الراقصة)
- حسن أتلة
- عبد الغني النجدي
- الطوخي توفيق
- إيلين دياتو: (ماريز)

## فريق العمل
- إخراج: فطين عبد الوهاب
- تأليف: عباس كامل
- إنتاج: مؤسسة الإنتاج السينمائي
- توزيع: شركة الشرق
- مونتاج: ألبير نجيب
- موسيقى تصويرية: عطية شرارة
- مدير التصوير: كليليو

## الهوامش
- تمَّ تصوير مُعظَم أحداث الفلم بمنطقة العين السَّخنة التَّابعة لمحافظة السُّوَيس بالبَحر الأحمر.

## وصلات خارجية
- ابن حميدو على موقع IMDb (الإنجليزية)
- ابن حميدو على موقع الدهليز
- ابن حميدو على موقع قاعدة بيانات الأفلام العربية
- ابن حميدو على موقع قاعدة بيانات الفيلم (الإنجليزية)
- ابن حميدو على موقع ليتربوكسد (الإنجليزية)
- صفحة الفيلم في قاعدة بيانات الأفلام العربية